# 오산초등학교 (충남)
오산초등학교는 대한민국 충청남도 서산시에 있는 공립 초등학교이다.

## 학교 연혁
- 1936년 4월 1일: 서산 공립심상소학교 부설 오산 간이학교로 개설
- 1942년 11월 1일: 서산공립국민학교 오산분교장 개칭
- 1948년 8월 30일: 오산공립국민학교 승격 개교
- 1948년 12월 31일: 오산국민학교 개칭
- 2019년  12월 31일  제72회 졸업(총 4903명)

## 참고 자료
- 오산초등학교 - 한국교육학술정보원 학교알리미